# Röntgen equivalent physical
Pour les articles homonymes, voir REP.
Le Röntgen equivalent physical, de symbole rep, est une ancienne unité d'équivalent de dose de radiation. Il correspond à la dose d'énergie absorbée par les tissus biologiques avant que le rayonnement soit efficace. Plus précisément, le rep est défini en tant que 93 ergs par gramme (soit 9,3 mGy).